# Hanna Krall
Hanna Krall (Varsavia, 20 maggio 1935 o 1937) è una scrittrice e giornalista polacca.
Ha dedicato gran parte della sua attività agli eventi legati alla Shoah in Polonia.

## Biografia e carriera
Krall è di origine ebraica, figlia di Salomon Krall e Felicia Jadwiga nata Reichold. È nata a Varsavia, in Polonia, ma la sua data di nascita è incerta: 20 maggio 1935 o 20 maggio 1937. Aveva quattro anni e viveva a Lublino quando iniziò la seconda guerra mondiale con l'invasione nazista tedesca della Polonia. Krall perse la maggior parte dei suoi parenti durante le vicende della Shoah. È sopravvissuta alle deportazioni nei campi di sterminio solo perché nascosta ai tedeschi dai soccorritori polacchi.

## Giornalismo
Dopo aver terminato i suoi studi in giornalismo, Krall iniziò a lavorare per il giornale locale polacco Życie Warszawy ("Vita di Varsavia") nel 1955. Nel 1966 lasciò il giornale e iniziò a scrivere per la nota rivista Polityka. Quando Wojciech Jaruzelski, l'allora Primo Ministro dell'ex Repubblica Popolare di Polonia, dichiarò la legge marziale nel 1981, Krall lasciò Polityka e successivamente scrisse articoli per Gazeta Wyborcza.

## Libri
Durante il periodo in cui Krall lavorava per Polityka, nel 1972 pubblicò il suo primo libro intitolato Na wschód od Arbatu ("Dirigendosi a est da Arbat"), scritto dopo aver trascorso diversi anni come corrispondente a Mosca. Il libro descriveva la vita quotidiana a Mosca negli anni '60.
Il successo commerciale è arrivato con la pubblicazione di Zdążyć przed Panem Bogiem (pubblicato in italiano da Giuntina con il titolo Arrivare prima del Signore Dio. Conversazione con Marek Edelman). Il libro parla di un cardiologo e attivista sociale ebreo polacco, Marek Edelman, uno dei fondatori della Żydowska Organizacja Bojowa (Organizzazione ebraica di combattimento) e di cui ne assunse la guida dopo la morte del comandante capo Mordechai Anielewicz. Zdążyć przed Panem Bogiem può essere visto come un modello per la maggior parte dei lavori di Krall. Questa descrive le relazioni tra ebrei, polacchi e tedeschi durante la Shoah e negli anni successivi.
Il suo più recente successo Król kier znów na wylocie (pubblicato in italiano da Cargo nel 2009 con il titolo Il re di cuori) è stato tradotto in 17 lingue e ha ottenuto numerosi premi dalla sua pubblicazione nel 2006, tra cui il German Würth Preis for European Literature 2012 e il Found in Translation Award 2014.

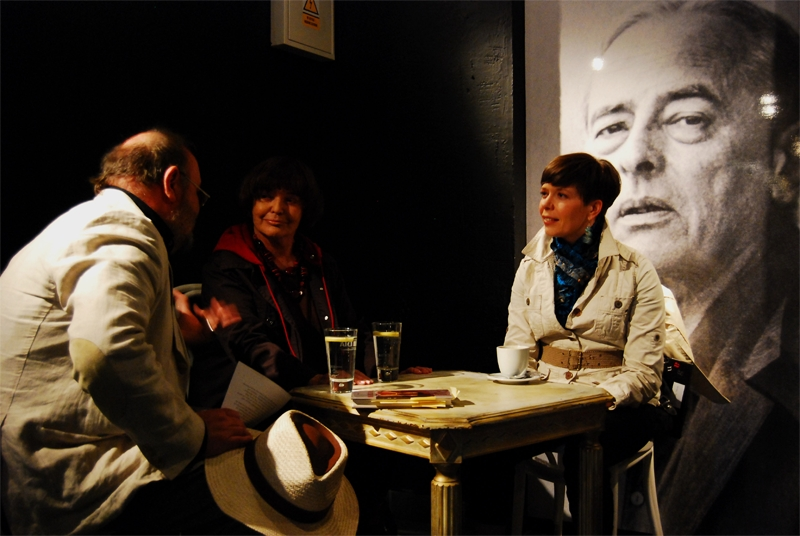
Pawel Huelle, Hanna Krall e Dorota Nowak a Literaturomania, Danzica, 2009

Oltre al tema centrale della Shoah, gli scritti di Krall riflettono anche la ricerca della propria identità, come si può vedere molto chiaramente in Dowody na istnienie ("Prova di esistenza"). Un altro tema di questo libro è il destino spesso complicato del popolo polacco nella storia e l'influenza del passato sulla vita delle persone nel presente.
Krall era amica di Krzysztof Kieślowski e Krzysztof Piesiewicz e ha ispirato Decalogo 8 nella serie di film realizzati dai due. Il soggetto del film Una breve giornata di lavoro è di Hanna Krall.

## Pubblicazioni
- Na wschód od Arbatu, Warszawa: Iskry, 1972
- Zdążyć przed Panem Bogiem, Kraków: Wydawnictwo Literackie, 1977. (ed. it.: Il ghetto di Varsavia: memoria e storia dell'insurrezione, Roma, Città Nuova 1985 e 1993; ristampa: Arrivare prima del Signore Iddio: conversazione con Marek Edelman, Firenze, Giuntina, 2010, EAN 9788880573340)
- Sześć odcieni bieli, Warszawa: Czytelnik, 1978
- Sublokatorka, Paryż: Libella, 1985; Kraków 1985
- Okna, Londyn: Aneks, 1987; Warszawa 1987
- Trudności ze wstawaniem, Warszawa 1988
- Hipnoza, Warszawa: Alfa, 1989. (ed. it.: Ipnosi e altre storie, Giuntina, 1993)
- Taniec na cudzym weselu, Warszawa: BGW, 1993.
- Co się stało z naszą bajką, Warszawa: Twój Styl, 1994.
- Dowody na istnienie, Poznań: Wydawnictwo a5, 1995.
- Tam już nie ma żadnej rzeki, Kraków: Wydawnictwo a5, 1998.
- To ty jesteś Daniel, Kraków: Wydawnictwo a5, 2001.
- Wyjątkowo długa linia, Kraków: Wydawnictwo a5, 2004.
- Spokojne niedzielne popołudnie, Kraków: Wydawnictwo a5, 2004.
- Król kier znów na wylocie, Warszawa: Świat Książki, 2006. (ed. it.: Il re di cuori, Cargo, 2009)
- Żal, Warszawa: Świat Książki, 2007.
- Różowe strusie pióra, Warszawa: Świat Książki, 2009[5].
- Biała Maria, Warszawa: Świat Książki, 2011[6]
- Na wschód od Arbatu, Warszawa: Wydawnictwo Dowody na Istnienie, 2014. Wydanie drugie poprawione.
- Sześć odcieni bieli i inne historie, Warszawa: Wydawnictwo Dowody na Istnienie, 2015.

## Premi e riconoscimenti
- Premio Herder 2005